# Jorge Oscar Rosa
Jorge Oscar Rosa – portorykański trener piłkarski.

## Kariera trenerska
W 1992 prowadził narodową reprezentację Portoryka.